# Panzer IV
Panzerkampfwagen IV (PzKpfw IV або Pz-IV) — німецький середній танк періоду Другої світової війни. Був основним й наймасовішим танком Вермахту. Для німецької армії він мав таке ж саме значення, як Т-34 для СРСР та M4 Sherman для США. Постійне вдосконалення бронювання й озброєння танку дозволяло йому протягом усієї війни бути їм гідним конкурентом.

## Історія створення
Історія цього танка почалася в 1934 році, коли німці почали будувати свою військову машину. Версальська угода не дозволяла мати на озброєнні та розробляти нові типи танків. Очевидно, що такий стан справ німців ніяк не влаштовував. Щоб подолати економічну та політичну ізоляцію, Німеччина пішла на тісний контакт з Радянським Союзом. Обидві країни знайшли те, в чому їм було відмовлено у «світовому співтоваристві» — Німеччина отримувала від СРСР сировину, а СРСР — нові технології.
Крім того, СРСР надав полігони та експериментальні заводи для відпрацювання нових технічних рішень. Зокрема біля Казані була відкрита танкова школа, де інженери та офіцери вермахту разом з радянськими військовими працювали над розробкою, виготовленням і випробуванням нових танків. У результаті на світ з'явилися PzKpfw I і PzKpfw II.
Але ці танки розглядалися лише як навчальні. Тому 1934 року були розпочаті роботи над танками більшого розміру, які мали стати основним озброєнням німецьких танкових військ. Це PzKpfw III і PzKpfw IV. Перший із них, за аналогією до британських бронетанкових військ, планували застосовувати як крейсерський танк, призначений для глибоких маневрів, а другий — як танк прориву та підтримки.
Через обмеження озброєння Pz.Kpfw.III, було вирішено на додаток до нього створити танк вогневої підтримки з далекобійнішою гарматою з потужним осколковим снарядом, здатним вражати протитанкову оборону за межами досяжності інших танків. У січні 1934 Управлінням озброєнь був організований конкурс проектів на створення машини такого класу, чия маса не перевищувала б 24 тонни. Оскільки роботи по бронетехніці в Німеччині в той період все ще велися в таємниці, новому проекту, як і решті, було присвоєно кодову іменування «машина командира батальйону» (нім. Bataillonsführerwagen, зазвичай скорочується до B.W.). З самого початку розробкою проектів на конкурс зайнялися фірми «Рейнметалл» та «Крупп», пізніше до них приєдналися «Даймлер-Бенц» і M.A.N. протягом наступних 18 місяців свої розробки представили всі фірми, а проект «Рейнметалл» під позначенням VK 2001 (Rh) був у 1934 — 1935 роках навіть виготовлений в металі у вигляді прототипу.

Прототип MAN

Всі представлені проекти мали ходову частину із шаховим розташуванням опорних котків великого діаметра та відсутністю підтримуючих котків, за винятком все того ж VK 2001 (Rh), який в цілому успадкував ходову частину зі зблокованими попарно опорними котками малого діаметру та бортовими екранами від дослідного важкого танка Nb.Fz. Найкращим з них у результаті був визнаний проект «Крупп» — VK 2001 (K) , але Управління озброєнь не задовольняла його ресорна підвіска, яку вони вимагали замінити досконалішою торсіонною. Однак «Крупп» наполягла на застосуванні ходової частини зі зблокованими попарно котками середнього діаметра на ресорній підвісці, запозиченої у відкинутого прототипу Pz.Kpfw.III її ж розробки. Щоб уникнути неминучих при переробці проекту під торсіонну підвіску затримок з початком виробництва дуже необхідного армії танка, Управління озброєнь було змушене погодитися на пропозицію «Крупп». Після доопрацювання проекту, «Крупп» отримала замовлення на виробництво передсерійної партії нового танка, який до того часу отримав позначення «броньована машина з 75-мм гарматою» (нім. 7,5 cm Geschütz-Panzerwagen) або, по наскрізний системі позначень, прийнятій у той час, «експериментальний зразок 618» (нім. Versuchskraftfahrzeug 618 або Vs.Kfz.618). З квітня 1936, танк отримав своє остаточне позначення — Panzerkampfwagen IV або Pz.Kpfw.IV. Крім цього, йому був привласнений індекс Vs.Kfz.222, що раніше належав Pz.Kpfw.II.

## Серійне виробництво

### Panzerkampfwagen IV Ausf.A— Ausf.F1

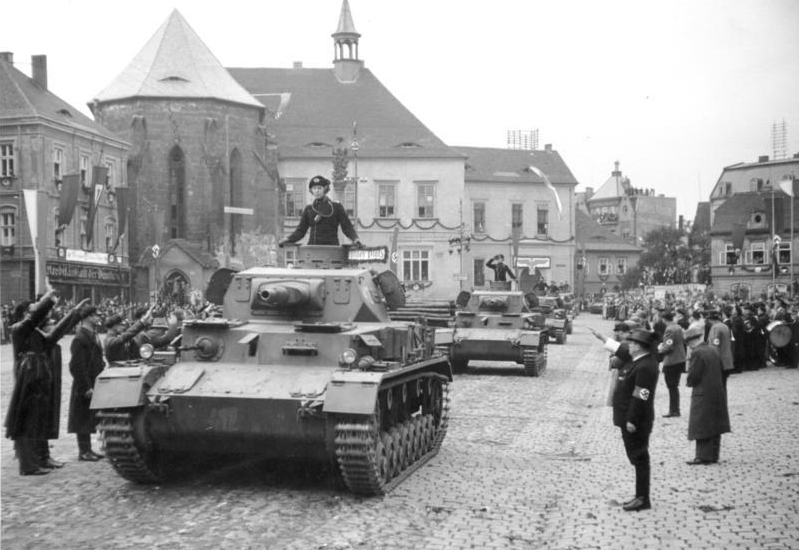
Pz.Kpfw.IV Ausf.A на параді, 1938 рік.

Перші кілька Pz.Kpfw.IV «нульової» серії були виготовлені в 1936–1937 на заводі «Крупп» у Ессені. Серійний же випуск першої серії, 1.Serie/B.W., був початий в жовтні 1937 року на заводі «Крупп-Грузон» в Магдебурзі. Всього по березень 1938 року було випущено 35 танків цієї модифікації, позначаються як Panzerkampfwagen IV Ausführung A (Ausf.A — «модель А»). За єдиною системою позначень німецької бронетехніки танк отримав індекс Sd.Kfz.161. Танки Ausf.A все ще були передсерійними машинами та несли протикулеве бронювання, яке не перевищувало 15 — 20 мм та слабо захищені прилади спостереження, особливо в командирській башточці. Разом з тим, на Ausf.A вже було визначено основні конструктивні особливості Pz.Kpfw.IV. І хоча надалі танк багаторазово піддавався модернізації, зміни переважно зводилися до установки потужнішого бронювання та озброєння, або до непринципової переробки окремих вузлів.
Одразу після закінчення виробництва першої серії, «Крупп» приступила до виробництва поліпшеної — 2.Serie/B.W. або Ausf.B. Найбільш помітною зовні відзнакою танків цієї модифікації була пряма верхня лобова плита, без виступаючої «рубки» механіка-водія та з ліквідацією курсового кулемету, який був замінений оглядовим приладом та люком для стрільби з особистої зброї. Покращена була і конструкція оглядових приладів, перш всього командирської башточки, що отримала броньові заслінки, та оглядового приладу механіка-водія. За іншими даними ж, нова командирська башточка була введена вже в процесі виробництва, так що частина танків Ausf.B несла командирську башточку старого типу. Дрібні зміни торкнулися і посадочних люків та різних лючків. Лобове бронювання на новій модифікації було доведено до 30 мм. Танк отримав також потужніший двигун та нову 6-швидкісну коробку передач, що дозволило суттєво підняти його максимальну швидкість, причому його запас ходу також зріс. Разом з тим, боєкомплект Ausf.B скоротився до 80 пострілів до гармати і 2700 кулеметних патронів, замість, відповідно, 120 і 3000 на Ausf.A. «Крупп» було дано замовлення на виробництво 45 танків Ausf.B, але через брак комплектуючих, реально з квітня по вересень 1938 було вироблено лише 42 машини цієї модифікації.

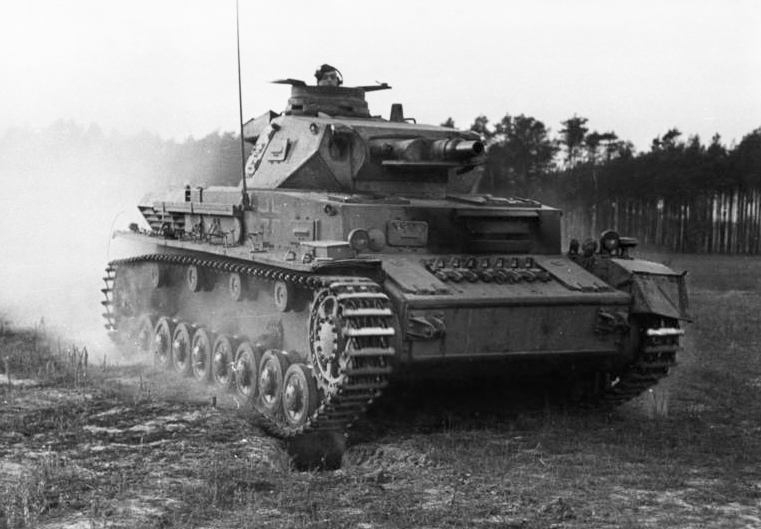
Pz.Kpfw.IV Ausf.B або Ausf.C на навчаннях. Листопад 1943.

Першою порівняно масовою модифікацією стала 3.Serie/B.W. або Ausf.C. У порівнянні з Ausf.B, зміни в ній були незначні — зовні обидві модифікації відрізняються лише наявністю броньованого кожуху ствола спареного кулемета. Решта змін звелися до заміни двигуна HL 120TR на HL 120TRM тієї ж потужності, а також початку установки на частині танків відбійника під стволом гармати, для відгинання розташованої на корпусі антени при повороті башти. Всього було замовлено 300 танків цієї модифікації, але вже в березні 1938 року замовлення було скорочено до 140 одиниць, внаслідок чого з вересня 1938 року по серпень 1939 року було вироблено, за різними даними, 140, або ж 134 танка, тоді як 6 шасі були передані для переробки в мостоукладальники.

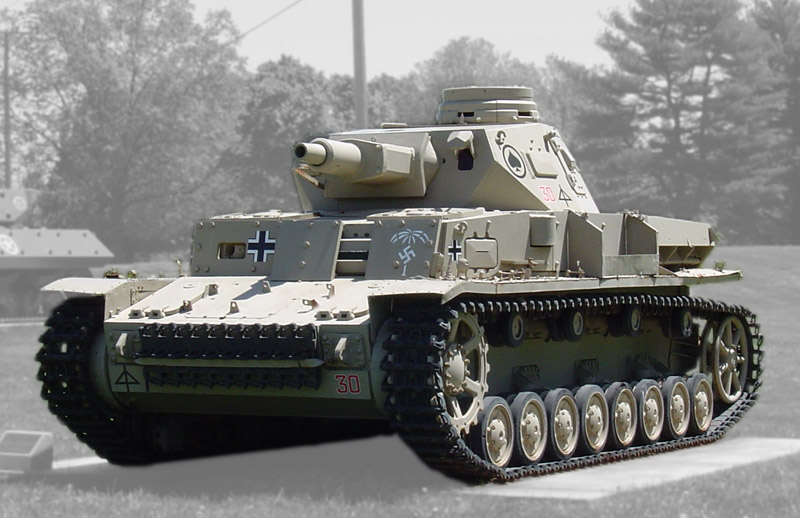
Музейний Pz.Kpfw.IV Ausf.D з додатковим бронюванням

Машини наступної модифікації, Ausf.D, випускалися двома серіями — 4.Serie/B.W. і 5.Serie/BW Найбільш помітною зовнішньою зміною стало повернення до ламаної верхньої лобової плити корпусу та курсового кулемета, який отримав посилений захист. Внутрішня маска гармати, яка виявилася вразливою для бризок свинцю при кульових попаданнях, була замінена зовнішньою. Товщина бортової та кормової броні корпусу та башти була доведена до 20 мм. У січні 1938 року «Крупп» отримала замовлення на виробництво 200 машин 4.Serie/B.W. і 48 5.Serie/B.W., але під час виробництва, з жовтня 1939 по травень 1941 року, як танки були закінчені лише 229 з них, тоді як інші 19 були виділені для побудови спеціалізованих варіантів. Частина танків Ausf.D пізнього випуску була випущена в «тропічному» варіанті (нім. tropen або Tp.), з додатковими вентиляційними отворами в моторному відділенні. Ряд джерел говорить про проведення в 1940–1941 роках у частинах або при ремонті посилення броні, що здійснювалося кріпленням за допомогою болтів додаткових 20-мм листів на верхні бічні та лобові плити танка. За іншими даними, машини пізніх випусків штатно оснащувалися додатковими 20-мм бортовими і 30-мм лобовими бронеплитами по типу Ausf.E. Кілька Ausf.D були 1943 року переозброєні довгоствольними гарматами KwK 40 L/48, але ці переобладнані танки використовувалися лише як навчальні.

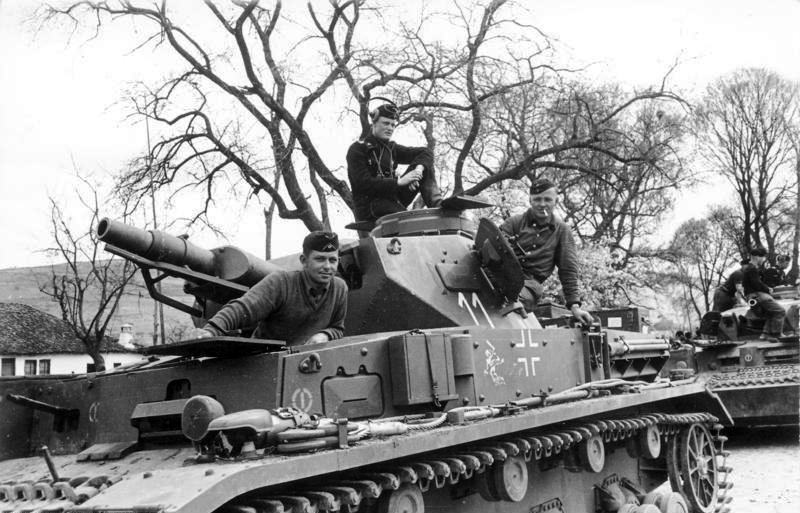
Pz.Kpfw.IV Ausf.E. Югославія, 1941 рік.

Поява нової модифікації, 6.Serie/B.W. або Ausf.E, було викликано насамперед недостатністю броньового захисту машин ранніх серій, продемонстрованого ще під час Польської кампанії. На Ausf.E, товщина нижньої лобової плити була доведена до 50 мм, окрім цього стала стандартною установка додаткових 30-мм плит над верхньою лобовою і 20-мм — над бічними плитами, хоча на незначній частині танків ранніх випусків додаткові 30-мм плити не встановлювалися. Броньовий захист башти, разом з тим, залишався колишнім — 30 мм для лобової плити, 20 мм для бортових та кормової плит і 35 мм для маски гармати. Була введена нова командирська башточка, з товщиною вертикального бронювання від 50 до 95 мм. Був також зменшено нахил кормової стінки башти, які тепер виготовлялися з цілісного листа, без «напливу» для башточки, а на машинах пізнішого випуску до корми башти став кріпитися неброньований ящик для спорядження. Крім цього, танки Ausf.E відрізнялися деякими менш помітними змінами — новим оглядовим приладом водія, спрощеними ведучими та напрямними колесами, поліпшеною конструкцією різних люків та оглядових лючків та введенням баштового вентилятора. Замовлення на шосту серію Pz.Kpfw.IV склало 223 одиниці і було виконане в повному обсязі у період З вересня 1940 по квітень 1941 року, паралельно з виробництвом танків Ausf.D.

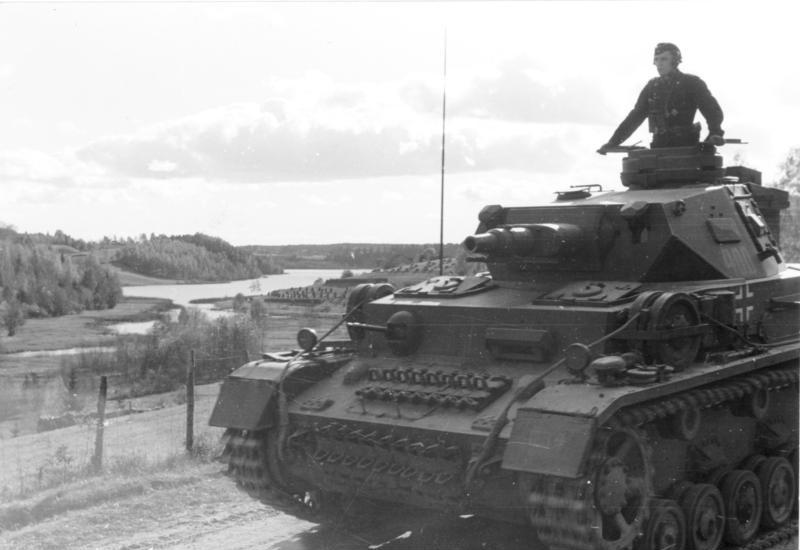
Pz.Kpfw.IV Ausf.F. Фінляндія, 1941 рік.

Екранування додатковою бронею, що застосовувалося на попередніх модифікаціях, було нераціональним та розглядалося лише як тимчасове рішення, що і стало причиною появи наступної модифікації, 7.Serie/B.W. або Ausf.F. Замість застосування навісної броні, товщина лобової верхньої плити корпуса, лобової плити башти і маски гармати була доведена до 50 мм, а товщина бортів корпусу та бортів і корми башти — до 30 мм. Ламана верхня лобова плита корпусу була знову замінена прямою, але цього разу із збереженням курсового кулемета, а бортові люки башти отримали подвійні стулки. У зв'язку з тим, що маса танка після внесених змін виросла на 21% порівняно з Ausf.A, для зниження питомого тиску на ґрунт були введені ширші гусениці. Інші, менш помітні зміни, включали введення вентиляційних повітрязабірників в середньому лобовому листі для охолодження гальм, інше розташування глушників та злегка змінені в зв'язку з потовщенням броні оглядові прилади та установку курсового кулемета. На модифікації Ausf.F до виробництва Pz.Kpfw.IV вперше підключилися інші фірми, крім «Крупп». Остання отримала перше замовлення на 500 машин сьомої серії, пізніше замовлення на 100 і 25 одиниць отримали фірми «Вомаг» та «Нібелунгенверке». З цієї кількості, з квітня 1941 року по березень 1942 року, до перемикання виробництва на модифікацію Ausf.F2, було випущено 462 танка Ausf.F, 25 з яких були ще на заводі переобладнані в Ausf.F2.

### Panzerkampfwagen IV Ausf.F2— Ausf.J
Хоча основним призначенням 75-мм гармати Pz.Kpfw.IV було знищення неброньованих цілей, наявність в її боєкомплекті бронебійного снаряда дозволяло танку успішно боротися і з бронетехнікою, захищену протикулевим або легким протиснарядним бронюванням. Але проти танків з потужним протиснарядним бронюванням, таких як британська «Матильда» або радянські КВ та Т-34, вона виявилася абсолютно неефективна. Ще в 1940 — початку 1941 року, успішне бойове застосування «Матильди» активізувало роботи з переозброєння Pz.Kpfw.IV гарматою з кращими протитанковими можливостями. З 19 лютого 1941 року за особистим наказом А. Гітлера було розпочато роботи з озброєння танка 50-мм гарматою Kw.K.38 L/42, яку встановлювали також на Pz.Kpfw.III, і надалі роботи з посилення озброєння Pz.Kpfw.IV просувалися також під його контролем. У квітні, один Pz.Kpfw.IV Ausf.D був переозброєний новітньою, потужнішою, 50-мм гарматою Kw.K.39 L/60 для демонстрації Гітлеру до його дня народження, 20 квітня. Був навіть намічений випуск серії з 80 танків з таким озброєнням з серпня 1941 року, але до того часу інтерес Управління озброєнь (Heereswaffenamt) змістився до 75-мм довгоствольної гармати і від цих планів відмовилися.

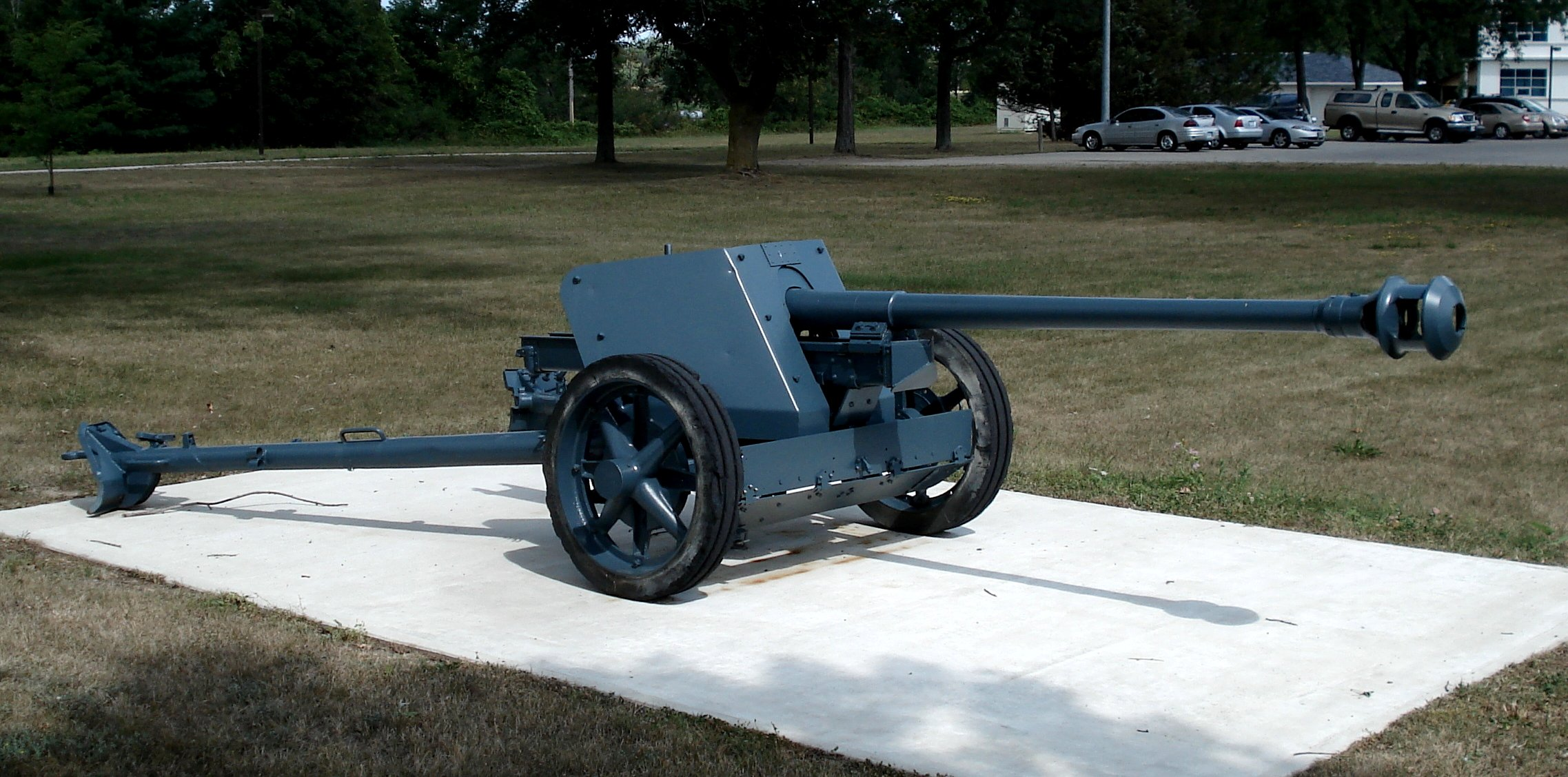
Протитанкова гармата 7,5 cm Pak.40 L/46

Оскільки Kw.K.39 вже була затверджена як озброєння для Pz.Kpfw.III, для Pz.Kpfw.IV було вирішено вибрати ще потужнішу гармату, яку не можна було б встановити на Pz.Kpfw.III з його меншим діаметром погона башти. Ще з березня 1941 «Крупп» як альтернатива 50-мм гарматі розглядала нову 75-мм гармату з довжиною ствола в 40 калібрів, що призначалася для переозброєння штурмових гармат StuG.III. На дистанції в 400 метрів вона пробивала 70-мм броню при куті зустрічі в 60 °, але оскільки Управління озброєнь вимагало, щоб ствол гармати не виступав за габарити корпусу танка, його довжина була зменшена до 33 калібрів, що спричинило зниження бронепробивності до 59 мм при тих же умовах. Була також запланована розробка підкаліберного бронебійного снаряда з піддоном, що відокремлюється, який пробивав 86-мм броню при тих же умовах. Роботи з переозброєння Pz.Kpfw.IV новою гарматою йшли успішно, і в грудні 1941 року був побудований перший прототип з гарматою 7,5 cm Kw.K. L/34, 5.
Тим часом почалося вторгнення в СРСР, під час якого німецькі війська зіткнулися з танками Т-34 і КВ, малоуразливими для основних танкових та протитанкових гармат вермахту, і які до того ж мали 76-мм гармату, що пробивала лобову броню німецьких Pz.Kpfw.IV практично на будь-яких реальних дистанціях бою. Спеціальна Танкова комісія, послана на фронт в листопаді 1941 року для вивчення цього питання, рекомендувала переозброєння німецьких танків такою гарматою, яка дозволила б їм вражати радянські машини з великих дистанцій, залишаючись поза радіусом ефективного вогню останніх. 18 листопада 1941 була ініційована розробка танкової гармати, аналогічної за своїми можливостями новій 75-мм протитанковій гарматі Pak 40. Така гармата, спочатку отримала позначення Kw.K.44, була розроблена спільно фірмами «Крупп» та «Рейнметалл». Ствол перейшов до неї від протитанкової гармати без змін, але оскільки постріли останньої були занадто довгі для використання в танку, для танкової гармати була розроблена коротша та товстіша гільза, що спричинило переробку казенної частини гармати та зменшення загальної довжини ствола до 43 калібрів. Kw.K.44 отримала також однокамерне дулове гальмо сферичної форми. У такому вигляді гармата була прийнята на озброєння як 7,5 cm Kw.K.40 L/43.

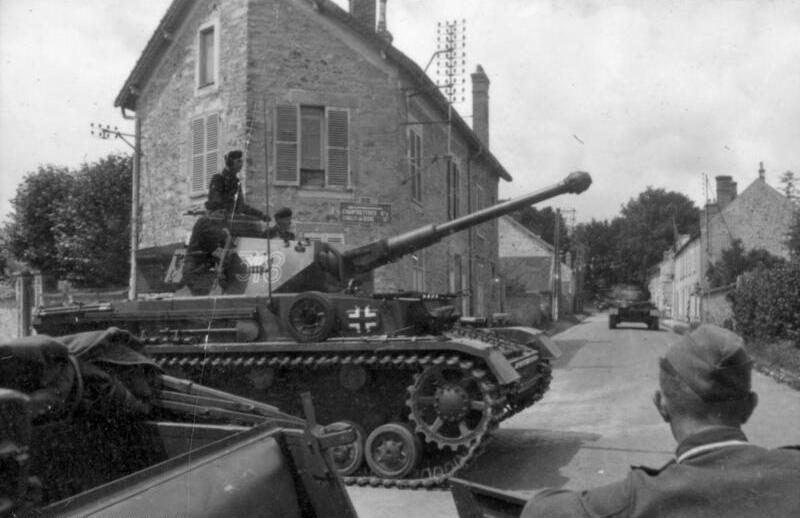
Pz.Kpfw.IV Ausf.F2. Франція, липень 1942.

Pz.Kpfw.IV з новою гарматою спочатку позначалися як «переобладнані» (нім. 7.Serie/B.W.-Umbau або Ausf.F-Umbau), але незабаром отримали позначення Ausf.F2, в той час як машини Ausf.F зі старими гарматами стали іменуватися Ausf.F1, щоб уникнути плутанини. Позначення танка по єдиній системі при цьому змінилося на Sd.Kfz.161/1. За винятком іншої гармати та пов'язаних з нею дрібних змін, таких як установка нового прицілу, нових укладок для пострілів та злегка змінене бронювання противідкатних пристроїв гармати, Ausf.F2 ранніх випусків були ідентичні танкам Ausf.F1. Після місячної перерви, пов'язаної з переходом на нову модифікацію, випуск Ausf.F2 почався в березні 1942 року та тривав по липень того ж року. Всього було випущено 175 танків цього варіанта і ще 25 переобладнано з Ausf.F1.
Поява наступної модифікації Pz.Kpfw.IV спочатку не була викликана якимись змінами в конструкції танка. У червні — липні 1942 року наказами Управління озброєнь позначення Pz.Kpfw.IV з довгоствольними гарматами було змінено на 8.Serie/B.W. або Ausf.G, а в жовтні позначення Ausf.F2 було остаточно скасовано і для раніше випущених танків цієї модифікації. Перші танки, випущені як Ausf.G, таким чином, були ідентичні своїм попередникам, але під час подальшого виробництва в конструкцію танка вносилося все більше змін. Ausf.G ранніх випусків ще несли по наскрізній системі позначень індекс Sd.Kfz.161/1, на машинах пізніх випусків змінився на Sd.Kfz.161/2. Перші зміни, внесені вже влітку 1942 року, включали нове двокамерне дулове гальмо грушоподібної форми, ліквідацію оглядових приладів в передніх бортових плитах башти і оглядового лючка заряджаючого в її лобовій плиті, перенесення димових гранатометів з корми корпусу на борти башти та систему полегшення пуску в зимових умовах.
Оскільки 50-мм лобова броня Pz.Kpfw.IV все ще залишалася недостатньою, не забезпечуючи адекватного захисту від 57-мм і 76-мм гармат, вона знову була посилена, шляхом приварки або, на машинах пізніх випусків, кріплення болтами додаткових 30-мм плит над верхньою та нижньою лобовими плитами корпусу. Товщина лобової плити башти і маски гармати, разом з тим, як і раніше становила 50 мм і в процесі подальшої модернізації танка вже не збільшувалася. Впровадження додаткового бронювання почалося ще на Ausf.F2, коли в травні 1942 року були випущені 8 танків із збільшеною товщиною броні, але просувалося повільно. До листопада з посиленим бронюванням випускалося лише близько половини машин, і лише з січня 1943 року воно стало стандартом для всіх нових танків. Іншою значною зміною, введена на Ausf.G з весни 1943 роки, стала заміна гармати Kw.K.40 L/43 на Kw.K.40 L/48 з довжиною ствола 48 калібрів, що володіла трохи вищою бронепробивністю. Виробництво Ausf.G тривало до червня 1943 року, всього було випущено 1687 танків цієї модифікації. З цього числа близько 700 танків отримали посилене бронювання і 412 — гармату Kw.K.40 L/48.

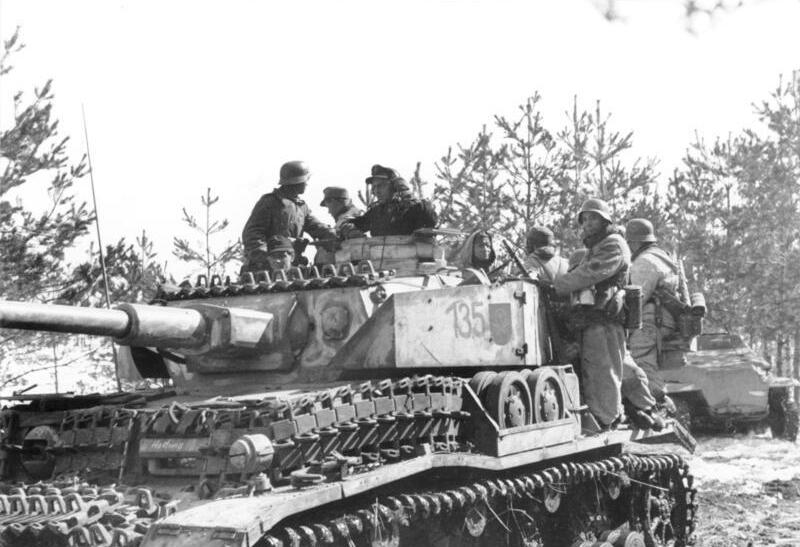
Panzer IV та особовий склад 4ТД в Росії, 21 березня 1944 р.

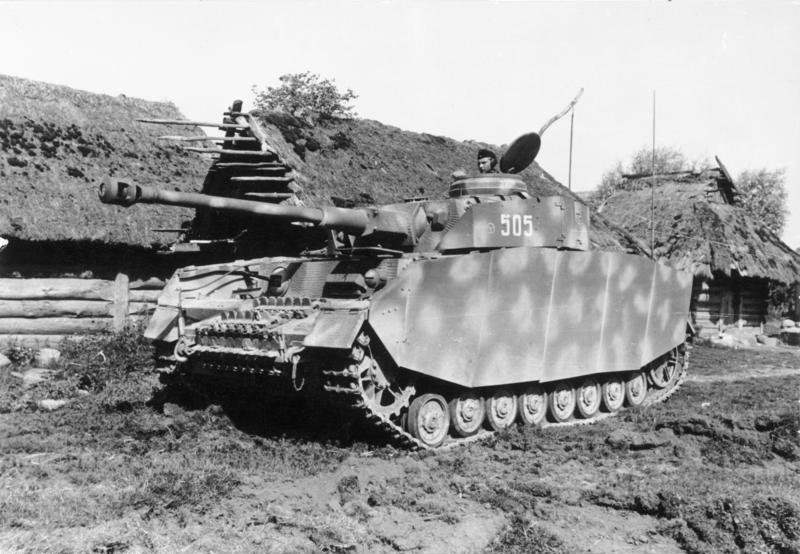
Pz.Kpfw.IV Ausf.H з бортовими екранами та циммеритовим покриттям. СРСР, липень 1944.

Наступна модифікація, Ausf.H, стала наймасовішою. Перші танки під цим позначенням, що зійшли з конвеєра в квітні 1943 року, відрізнялися від останніх Ausf.G лише потовщенням переднього листа даху башти до 16 мм і заднього — до 25 мм, а також посиленими бортовими передачами з литими ведучими колесами, але перші 30 танків Ausf.H через затримки з поставками нових комплектуючих отримали лише потовщений дах. З літа того ж року замість додаткового 30-мм бронювання корпусу для спрощення виробництва були введені суцільновальцовані 80-мм плити. Крім того, були введені навісні протикумулятивні екрани з 5-мм листів, що встановлювалися на більшості Ausf.H. У зв'язку з цим, за непотрібністю були ліквідовані оглядові прилади в бортах корпусу та башти. З вересня танки отримали покриття вертикального бронювання циммеритом для захисту від магнітних мін.
Танки Ausf.H пізніх випусків отримали турельне кріплення для кулемета MG-42 біля люка командирської башточки, а також вертикальну кормову плиту замість похилої, яка була на всіх попередніх модифікаціях танків. У ході виробництва були також введені різні зміни, спрямовані на здешевлення та спрощення виробництва, такі як введення необгумованих підтримуючих котків та ліквідація перископічного оглядового приладу водія. З грудня 1943 лобові плити корпусу почали з'єднуватися з бортовими сполученням «в шип», для посилення стійкості при снарядних попаданнях. Виробництво Ausf.H тривало до липня 1944 року. Дані про число випущених танків цієї модифікації, що приводяться в різних джерелах, відрізняються, від 3935 шасі, з яких як танки були завершені 3774, до 3960 шасі і 3839 танків.

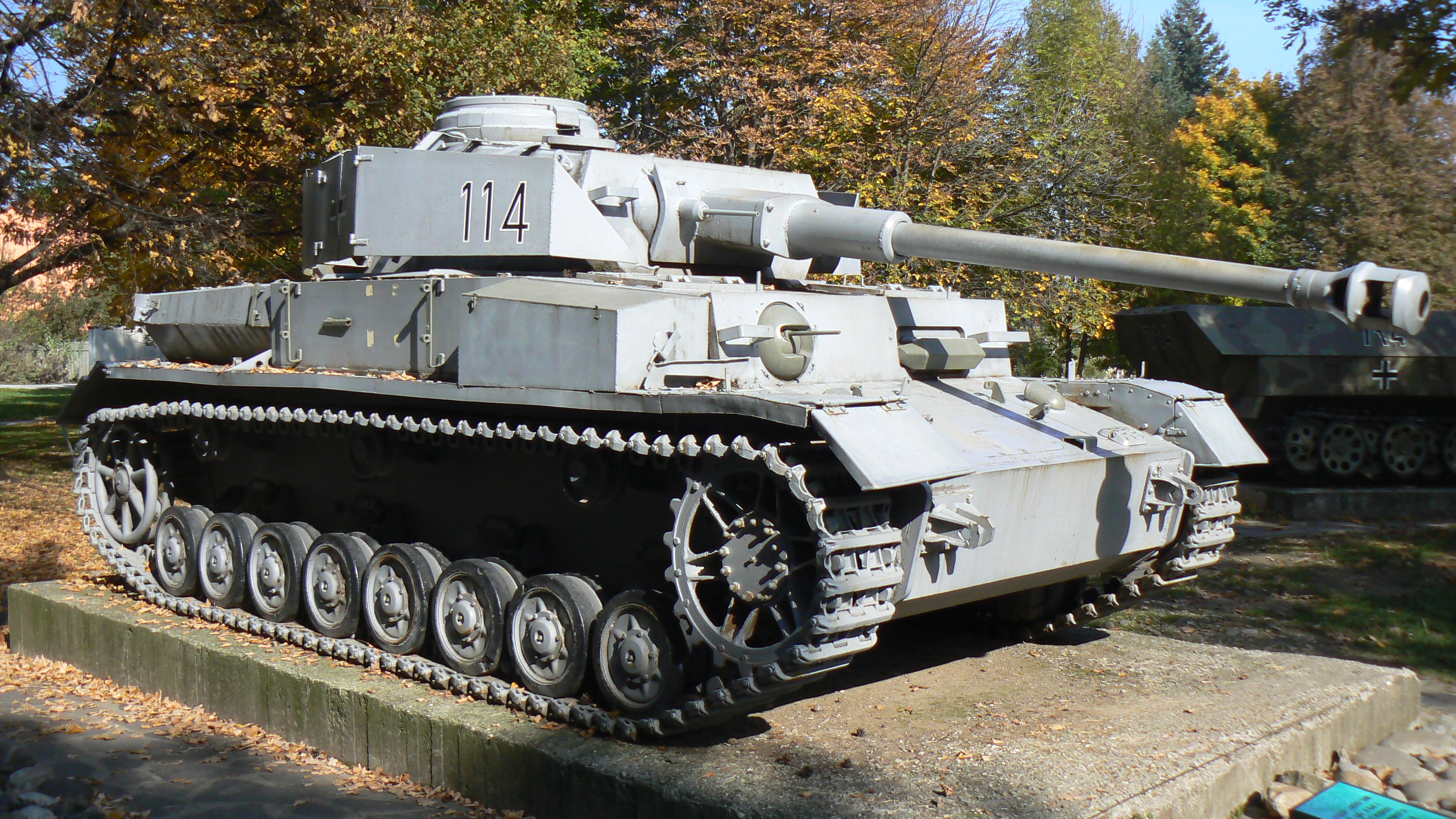
Музейний Pz.Kpfw.IV Ausf.J.

Поява з червня 1944 року на складальних лініях модифікації Ausf.J було пов'язано з прагненням якомога більше здешевити та спростити виробництво танка в умовах стратегічного становища Німеччини що погіршувалося. Єдиною, але істотною зміною, яка відрізняла перші Ausf.J від останніх Ausf.H, стала ліквідація електроприводу повороту башти та пов'язаних з ним допоміжного карбюраторного двигуна з генератором. Незабаром після початку випуску нової модифікації були ліквідовані пістолетні порти в кормі та бортах башти, непотрібні через екрани, а також спрощена конструкція інших лючків. З липня на місці ліквідованого допоміжного двигуна почали встановлювати додатковий паливний бак ємністю в 200 літрів, але боротьба з його підтіканням затягнулася до вересня 1944 року. Крім цього, 12-мм дах корпусу почали посилювати приваркою додаткових 16-мм листів. Усі такі зміни були спрямовані на подальше спрощення конструкції, найпомітнішими серед них були відмова від циммеритового покриття у вересні та скорочення числа підтримуючих котків до трьох на борт в грудні 1944 року. Виробництво танків модифікації Ausf.J тривало майже до самого кінця війни, до березня 1945 року, але зниження темпів виробництва, пов'язане з ослабленням промисловості Німеччини та труднощами з постачанням сировини, призвели до того, що було випущено лише 1758 танків цієї модифікації . Було також вирішенно проблему  відкату, яка в той період була вагомою для більшості  (Броньованих машин) -

### Обсяги виробництва
| Кількість випущених Pz.Kpfw. IV по роках |      |      |      |      |      |      |      |      |      |        |
|                                          | 1937 | 1938 | 1939 | 1940 | 1941 | 1942 | 1943 | 1944 | 1945 | Усього |
| Pz.Kpfw. IV з KwK 37 L/24                | 13   | 102  | 141  | 280  | 480  | 117  |      |      |      | 1133   |
| Pz.Kpfw. IV з KwK 40 L/43                |      |      |      |      |      | 877  | 598  |      |      | 1475   |
| Pz.Kpfw. IV з KwK 40 L/48                |      |      |      |      |      |      | 2425 | 3225 | 438  | 6088   |
| Усього                                   | 13   | 102  | 141  | 280  | 480  | 994  | 3023 | 3225 | 438  | 8696   |

## Тактико-технічні характеристики
| ТТХ ранніх модифікацій Pz.Kpfw.IV     |                           |                           |                           |                            |                            |
|                                       | Pz.KpfW.IV Ausf.A         | Pz.KpfW.IV Ausf.B         | Pz.KpfW.IV Ausf.C         | Pz.KpfW.IV Ausf.D          | Pz.KpfW.IV Ausf.E          |
| Розміри                               |                           |                           |                           |                            |                            |
| Бойова маса, т                        | 18,4                      | 18,8                      | 19,0                      | 20,0                       | 21,0                       |
| Довжина, м                            | 5,60                      | 5,92                      | 5,92                      | 5,92                       | 5,92                       |
| Ширина, м                             | 2,90                      | 2,83                      | 2,83                      | 2,84                       | 2,84                       |
| Висота, м                             | 2,65                      | 2,68                      | 2,68                      | 2,68                       | 2,68                       |
| Бронювання, мм                        |                           |                           |                           |                            |                            |
| Лоб корпусу                           | 15                        | 30                        | 30                        | 30                         | 30 — 50                    |
| Борта та корми корпусу                | 15                        | 15                        | 15                        | 20                         | 20 — 20+20                 |
| Лоб башти                             | 15                        | 30                        | 30                        | 30 — 35                    | 30 — 35                    |
| Борта та корми башти                  | 15                        | 15                        | 15                        | 20                         | 20                         |
| Дах                                   | 10 — 12                   | 10 — 12                   | 10 — 12                   | 10 — 12                    | 10 — 12                    |
| Днище                                 | 5                         | 5                         | 5                         | 10                         | 10                         |
| Озброєння                             |                           |                           |                           |                            |                            |
| Гармата                               | 75-мм KwK.37              | 75-мм KwK.37              | 75-мм KwK.37              | 75-мм KwK.37               | 75-мм KwK.37               |
| Кулемети                              | 2 × 7,92-мм MG-13         | 1 × 7,92-мм MG-34         | 1 × 7,92-мм MG-34         | 2 × 7,92-мм MG-34          | 2 × 7,92-мм MG-34          |
| Боєкомплект, пострілів/патронів       | 122/3000                  | 80/2400                   | 80/2400                   | 80/2700                    | 80/2700                    |
| Рухливість                            |                           |                           |                           |                            |                            |
| Двигун                                | Maybach HL 108TR 250 к.с. | Maybach HL 120TR 300 к.с. | Maybach HL 120TR 300 к.с. | Maybach HL 120TRM 300 к.с. | Maybach HL 120TRM 300 к.с. |
| Питома потужність, к.с./т             | 13,6                      | 16,0                      | 15,8                      | 15,0                       | 14,3                       |
| Максимальна швидкість по шосе, км/год | 31                        | 40                        | 40                        | 40                         | 42                         |
| Середня швидкість путівцем, км/год    | 17                        | 20                        | 20                        | 20                         | 20                         |
| Запас ходу по шосе, км                | 150                       | 200                       | 200                       | 200                        | 200                        |
| Запас ходу путівцем, км               |                           |                           |                           |                            |                            |
| Питомий тиск на ґрунт, кг/см²         | 0,69                      | 0,70                      | 0,75                      | 0,77                       | 0,79                       |
| Подоланий рів, м                      | 2,6                       | 2,3                       | 2,3                       | 2,3                        | 2,3                        |
| Стінка, що долається, м               | 0,71                      | 0,60                      | 0,60                      | 0,60                       | 0,60                       |
| Подоланий брід, м                     | 0,80                      | 0,80                      | 0,80                      | 1,00                       | 1,00                       |

| ТТХ пізніх модифікацій Pz.Kpfw.IV     |                            |                            |                            |                            |                            |
|                                       | Pz.KpfW.IV Ausf.F1         | Pz.KpfW.IV Ausf.F2         | Pz.KpfW.IV Ausf.G          | Pz.KpfW.IV Ausf.H          | Pz.KpfW.IV Ausf.J          |
| Розміри                               |                            |                            |                            |                            |                            |
| Бойова маса, т                        | 22,3                       | 23,0                       | 23,5                       | 25,0                       | 25,0                       |
| Довжина, м                            | 5,92                       | 5,92/6,62                  | 5,92/6,62                  | 5,92/7,02                  | 5,92/7,02                  |
| Ширина, м                             | 2,84                       | 2,84                       | 2,88                       | 2,88                       | 2,88                       |
| Висота, м                             | 2,68                       | 2,68                       | 2,68                       | 2,68                       | 2,68                       |
| Бронювання, мм                        |                            |                            |                            |                            |                            |
| Лоб корпусу                           | 50                         | 50                         | 50 або 50+30               | 80                         | 80                         |
| Борта та корми корпусу                | 20 — 30                    | 20 — 30                    | 20 — 30                    | 20 — 30                    | 20 — 30                    |
| Лоб башти                             | 50                         | 50                         | 50                         | 50                         | 50                         |
| Борта та корми башти                  | 30                         | 30                         | 30                         | 30                         | 30                         |
| Дах                                   | 10 — 12                    | 10 — 12                    | 10 — 12                    | 12 — 15                    | 18 — 26                    |
| Днище                                 | 10                         | 10                         | 10                         | 10                         | 10                         |
| Озброєння                             |                            |                            |                            |                            |                            |
| Гармата                               | 75-мм KwK.37               | 75-мм KwK.40 L/43          | 75-мм KwK.40 L/43 або L/48 | 75-мм KwK.40 L/48          | 75-мм KwK.40 L/48          |
| Кулемети                              | 2 × 7,92-мм MG-34          | 2 × 7,92-мм MG-34          | 2 × 7,92-мм MG-34          | 2 × 7,92-мм MG-34          | 2 × 7,92-мм MG-34          |
| Боєкомплект, пострілів/патронів       | 80/3000                    | 87/3000                    | 87/3000                    | 87/3150                    | 87/3150                    |
| Рухливість                            |                            |                            |                            |                            |                            |
| Двигун                                | Maybach HL 120TRM 300 к.с. | Maybach HL 120TRM 300 к.с. | Maybach HL 120TRM 300 к.с. | Maybach HL 120TRM 300 к.с. | Maybach HL 120TRM 300 к.с. |
| Питома потужність, к.с./т             | 13,5                       | 13,0                       | 12,8                       | 12,0                       | 12,0                       |
| Максимальна швидкість по шосе, км/год | 42                         | 40                         | 40                         | 38                         | 38                         |
| Середня швидкість путівцем, км/год    | 20                         | 16                         | 16                         | 16                         | 16                         |
| Запас ходу по шосе, км                | 200                        | 200                        | 210                        | 210                        | 320                        |
| Запас ходу путівцем, км               |                            |                            |                            |                            |                            |
| Питомий тиск на ґрунт, кг/см²         | 0,79                       | 0,84                       | 0,84                       | 0,89                       | 0,89                       |
| Подоланий рів, м                      | 2,3                        | 2,2                        | 2,2                        | 2,2                        | 2,2                        |
| Стінка, що долається, м               | 0,60                       | 0,60                       | 0,60                       | 0,60                       | 0,60                       |
| Подоланий брід, м                     | 1,00                       | 1,00                       | 1,00                       | 1,20                       | 1,20                       |

## Опис конструкції
Pz.Kpfw.IV мав компоновку з розміщенням суміщеного трансмісійного відділення та відділення управління в лобовій, моторного відділення — кормовій, а бойового відділення — в середній частині машини. Екіпаж танка складався з п'яти осіб: механіка-водія, стрільця-радиста, що розташовувалися у відділенні управління і навідника, заряджаючого та командира танка, що перебували в тримісній башті.

### Броньовий корпус і башта
Башта танка PzKpfw IV давала можливість модернізувати гармату танка. Усередині башти розташовувалися командир, навідник та заряджаючий. Місце командира знаходилося безпосередньо під командирською башточкою, навідник розташовувався ліворуч від казенної частини гармати, заряджаючий — справа. Додатковий захист забезпечували протикумулятивні екрани, що встановлювалися також на борту. Командирська башточка в задній частині башти давала танку непогану оглядовість. Башта мала електричний привід повороту.

### Озброєння
| Боєприпаси гармат KwK 37 L/24 і KwK 40 L/43 і L/48                                 |            |                   |                  |            |                                       |                       |
| Тип снаряда                                                                        | Марка      | Маса пострілу, кг | Маса снаряда, кг | Маса ВР, г | Дулова швидкість, м/с, L/24/L/43/L/48 | Дальність таблична, м |
| Бронебійні снаряди                                                                 |            |                   |                  |            |                                       |                       |
| бронебійний тупоголовий із захисним та балістичним наконечниками, трасуючий        | PzGr.39    |                   | 6,80             | 20         | 385 /740/790                          |                       |
| бронебійний підкаліберний «котушкового» типу з балістичним наконечником, трасуючий | PzGr.40    |                   | 4,10             | —          | //930                                 |                       |
| бронебійний кумулятивний, трасуючий                                                | Gr.38 HL/C |                   | 4,44             |            | 450                                   |                       |
| осколково-фугасні снаряди                                                          |            |                   |                  |            |                                       |                       |
| осколково-фугасний, трасуючий                                                      | SprGr.34   |                   | 5,73             | 680        | 450// 590                             |                       |
| Димові снаряди                                                                     |            |                   |                  |            |                                       |                       |
| Димовий, трасуючий                                                                 | NbGr.      |                   | 6,21             |            | 455// 580                             |                       |

### Засоби спостереження та зв'язку
Командир танка в небойових умовах, зазвичай, вів спостереження, стоячи в люку командирської башточки. У бою для огляду місцевості він мав у своєму розпорядженні п'ять широких оглядових щілин по периметру командирської башточки, які давали йому круговий огляд. Оглядові щілини командира, як і у всіх інших членів екіпажу, забезпечувалися захисним триплексним склоблоком з внутрішньої сторони. На Pz.Kpfw.IV Ausf.A — будь-якого додаткового прикриття оглядові щілини не мали, але на Ausf.B щілини оснастили розсувними броньовими заслінками; в такому вигляді оглядові прилади командира залишалися незмінними на всіх наступних модифікаціях. Крім цього, на танках ранніх модифікацій в командирській башточці був механічний пристрій для визначення курсового кута цілі, за допомогою якого командир міг здійснювати точне цілевказання навіднику, який мав аналогічний прилад. Однак через надмірну складність, ця система була ліквідована, починаючи з модифікації Ausf.F2. Оглядові прилади навідника і заряджаючого на Ausf.A — Ausf.F складалися з, для кожного з них: оглядового лючка з бронекришкою без оглядових щілин, у лобовій плиті башти по боках від маски гармати; оглядового лючка з щілиною в передніх бортових листах та оглядової щілини в кришці бортового люка башти. Починаючи з Ausf.G, а також на частині Ausf.F2 пізнього випуску, були ліквідовані оглядові прилади в передніх бортових листах та оглядовий лючок заряджаючого в лобовій плиті. На частині танків модифікацій Ausf.H і Ausf.J, у зв'язку з установкою противокумулятивних екранів, оглядові прилади в бортах башти були повністю ліквідовані.
Основним засобом спостереження для механіка-водія Pz.Kpfw.IV служила широка оглядова щілина в лобовій плиті корпусу. З внутрішньої сторони щілина захищалася триплексним склоблоком, із зовнішнього же на Ausf.A вона могла закриватися найпростішою відкидною броньовою заслінкою, на Ausf.B і наступних модифікаціях зміненою розсувною заслінкою Sehklappe 30 або 50, що застосовувалася також на Pz.Kpfw.III. Над оглядовою щілиною на Ausf.A розміщувався перископний бінокулярний оглядовий прилад K.F.F.1, але на Ausf.B — Ausf.D він був ліквідований. На Ausf.E — Ausf.G оглядовий прилад з'явився вже у вигляді удосконаленого K.F.F.2, однак починаючи з Ausf.H від нього знову відмовилися. Прилад виводився в два отвори в лобовій плиті корпусу і за відсутності необхідності в ньому зсувався вправо. Стрілець-радист на більшості модифікацій засобів огляду лобового сектора, крім прицілу курсового кулемета, не мав, але на Ausf.B, Ausf.C і частині Ausf.D на місці кулемета розміщувався лючок з оглядовою щілиною в ньому. Аналогічні лючки розміщувалися в бортових листах на більшості Pz.Kpfw.IV, будучи ліквідовані лише на Ausf.J у зв'язку з установкою протикумулятивних екранів. Крім цього, у водія був індикатор положення башти, однією з двох лампочок що попереджала про розвороті башти на той чи інший борт, щоб уникнути пошкодження гармати при водінні в обмежених умовах.
Для зовнішнього зв'язку, Pz.Kpfw.IV командирів взводів і вище оснащувалися УКХ-радіостанцією моделі Fu 5 і приймачем Fu 2. Лінійні танки оснащувалися лише приймачем Fu 2. FuG5 мала потужність передавача 10 Вт та забезпечувала дальність зв'язку 9,4 км у телеграфному і 6,4 км в телефонному режимі. Для внутрішнього зв'язку всі Pz.Kpfw.IV оснащувалися танковим переговорним пристроєм на чотирьох членів екіпажу, за винятком заряджаючого.

### Двигун та трансмісія

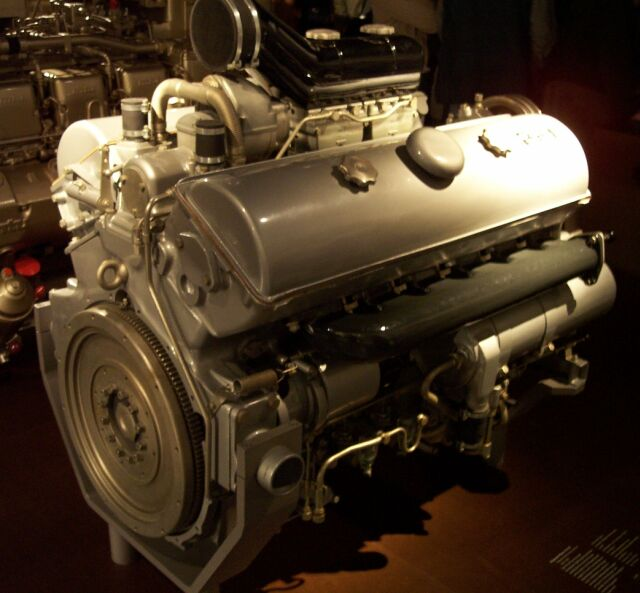
Двигун HL 120TR

На Pz.Kpfw.IV встановлювався V-подібний 12-циліндровий чотиритактний карбюраторний двигун рідинного охолодження, моделей HL 108TR, HL 120TR і HL 120TRM фірми «Майбах». На танках модифікації Ausf.A встановлювався двигун HL 108TR, що мав робочий об'єм в 10 838 см³ і розвивав максимальну потужність в 250 к. с. при 3000 об/хв. На Pz.Kpfw.IV Ausf.B застосовувався двигун HL 120TR з робочим об'ємом в 11 867 см³, що розвивав потужність в 300 к. с. при 3000 об/хв, а на танках модифікації Ausf.C і всіх наступних — його варіант HL 120TRM, що відрізнявся лише дрібними деталями. На 2600 об/хв, рекомендованих інструкцією по експлуатації як максимальних в нормальних умовах, потужність двигуна HL 120TR становила 265 к. с.
Двигун розміщався вздовж моторного відділення, зі зміщенням до правого борту. Система охолодження двигуна мала у своєму складі два з'єднані паралельно радіатори, які розміщувалися в лівій половині моторного відділення та два вентилятори, розташовані з правого боку від двигуна. Радіатори розташовувалися під кутом щодо кришки моторного відсіку — для кращої циркуляції повітря. Циркуляція повітря в моторному відділенні здійснювалася через два броньованих повітрозабірника по обом бокам відділення. Паливні баки, на більшості модифікацій — три, ємністю 140, 110 і 170 літрів, розміщувалися також в моторному відділенні. На Pz.Kpfw.IV Ausf.J був введений четвертий бак, ємністю 189 літрів. Паливом двигуну служив етилований бензин з октановим числом не нижче 74.
До складу трансмісії Pz.Kpfw.IV входили:
- карданний вал, що з'єднував двигун з рештою агрегатів трансмісії;
- трьохдисковий головний фрикціон сухого тертя;
- механічна тривалева коробка передач з пружинними дисковими синхронізаторами — п'ятиступінчаста (5+1) SFG75 на Ausf.A, шестиступінчасті (6+1) SSG76 на Ausf.B — Ausf.G і SSG77 на Ausf.H і Ausf.J;
- планетарний механізм повороту;
- дві бортові передачі;
- бортові гальма.

Бортові передачі та гальма охолоджувалися за допомогою вентилятора, що встановлювався ліворуч від головного фрикціона.

### Ходова частина
Ходова частина Pz.Kpfw.IV стосовно одного борту складалася з восьми здвоєних обгумованих опорних котків діаметром 470 мм, чотирьох, або (на частині Ausf.J) трьох здвоєних підтримуючих котків — обгумованих на більшості машин, за винятком Ausf.J і частині Ausf.H, ведучого колеса та лінивця. Опорні котки були зблоковані попарно на балансирах з підвіскою на четвертьеліптичних листових ресорах.
Гусениці Pz.Kpfw.IV — сталеві, дрібноланкові, цівкового зачеплення, одногребеневі. На ранніх модифікаціях гусениця мала ширину 360 мм при кроці 120 мм і складалася з 101 трака Kgs 61/360/120. Починаючи з модифікації Ausf.F, у зв'язку із збільшеною масою танка була застосована гусениця Kgs 61/400/120 шириною 400 мм, а число траків скорочено до 99. Пізніше були введені траки з додатковими ґрунтозацепами, для кращого зчеплення з замерзлою поверхнею в зимових умовах. Крім цього, на радянсько-німецькому фронті на траки часом встановлювалися розширювачі різних типів.

## Машини на базі Panzerkampfwagen IV

### Серійні

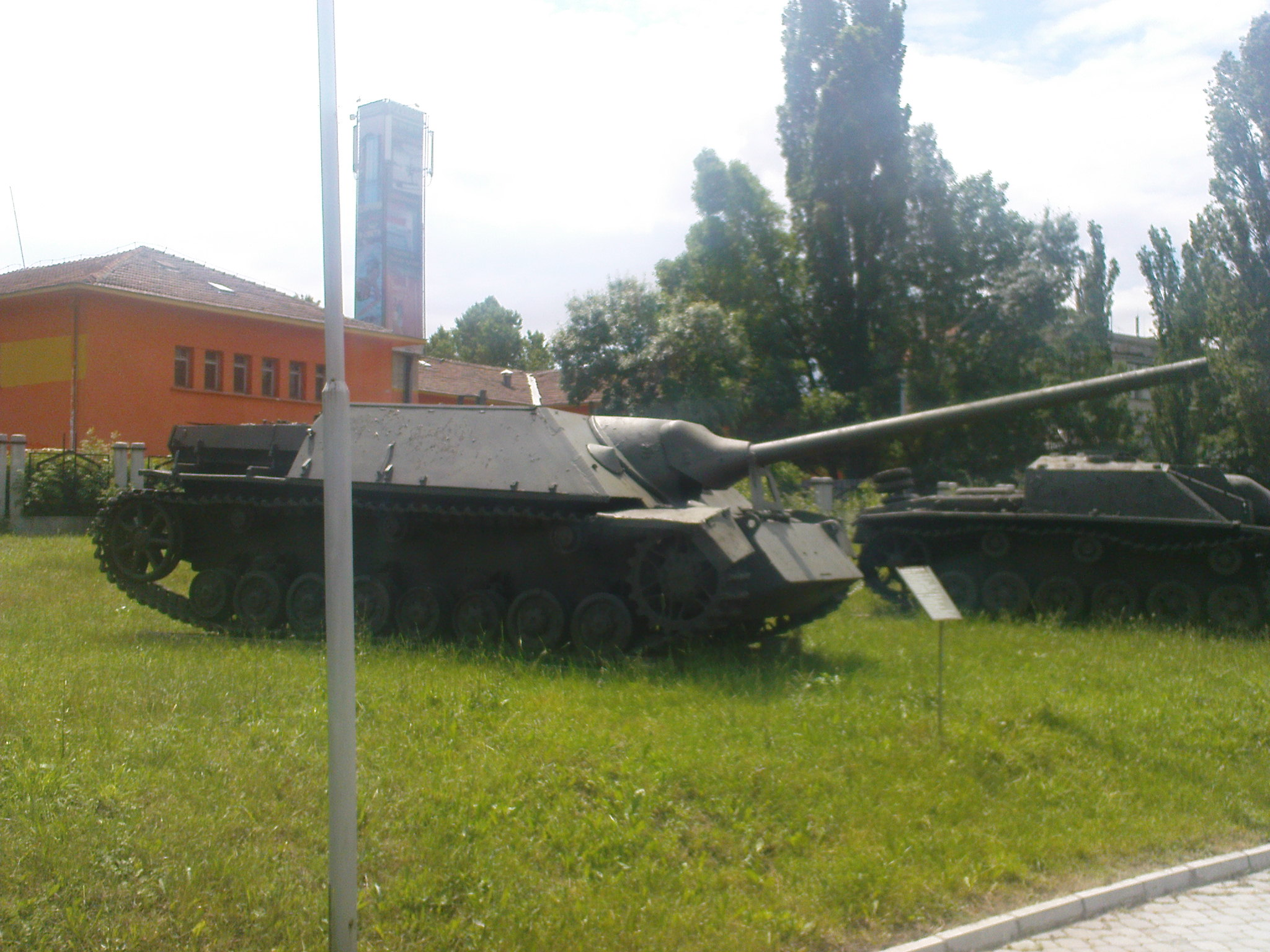
Jagdpanzer IV/70 (V)

- Sturmgeschütz IV (StuG IV) — середня по масі самохідно-артилерійська установка класу штурмових гармат.
- Nashorn (Hornisse) — середня по масі протитанкова самохідно-артилерійська установка.
- Möbelwagen 3,7 cm FlaK auf Fgst Pz.Kpfw. IV (sf); Flakpanzer IV «Möbelwagen» — зенітна самохідна установка.
- Jagdpanzer IV — середня по масі самохідно-артилерійська установка класу винищувачів танків.
- Munitionsschlepper — транспортер боєприпасів для самохідних мортир типу Geract 040/041 («Karl»).
- Sturmpanzer IV (Brummbär) — середня по масі самохідно-артилерійська установка класу штурмова гармата/самохідна гаубиця.
- Hummel — самохідна гаубиця.
- Flakpanzer IV (2 cm Vierling) Wirbelwind — зенітна самохідна установка.
- Flakpanzer IV (3.7cm FlaK) Ostwind — зенітна самохідна установка.

### Дослідні
- Panzerkampfwagen IV mit hydrostatischem Antrieb — модифікація з гідростатичною трансмісією. Єдиний збережений екземпляр було захоплено союзниками, наразі експонується на відкритому майданчику Абердинського випробувального полігону в штаті Меріленд.[55]

## Оператори
- Третій Рейх
- Болгарія — за різними даними, від 91[56] до 97[57] Ausf.G і Ausf.H
- Угорське королівство — за різними даними, від 74 до 84 Ausf.F1, Ausf.F2, Ausf.H і Ausf.J[56][57]
- Друга Іспанська республіка — 20 Ausf.H
- Королівство Італія — 12 Ausf.G[56]
- Румунія — за різними даними, від 126 до 138[56] або 142[57] Ausf.G
- Сирія — щонайменше 57 Ausf.H в післявоєнні роки[58][59]
- СРСР — кілька сотень трофейних танків[58]
- Туреччина — щонайменше 27 Ausf.G і Ausf.H[56]
- Фінляндія — за різними даними, від 14[57] до 20[56] Ausf.J
- Франція — у повоєнні роки[58]
- Хорватія — кількаAusf.F1 і Ausf.G[57]
- Чехословаччина — 165 танків в післявоєнні роки[58]

## Panzerkampfwagen IV в сувенірній і ігровій індустрії

### Стендовий моделізм
Танк PzKpfw IV широко представлений в стендовому моделізмі. Збірні пластикові моделі-копії танка PzKpfw IV в масштабі 1:35 випускаються фірмами Зірка (Росія), Тамія (Японія), Драгон (Китай), Трумпетер (Китай).

### В ігровій індустрії
Panzerkampfwagen IV представлений в MMORPG-грі World of Tanks, є основним німецьким танком у грі Battlefield 1942, також представлений в грі Company of Heroes. У грі Advanced Military Commander на ігрової консолі Sega Genesis представлений в декількох модифікаціях. Також використовувався в серії ігор У тилу ворога, грі Red Orchestra 2 та інших іграх.
В аніме Girls und Panzer ним (Ausf. D, пізніше поліпшений) командує головна героїня, Міхо Нісідзумі; навідник — Хана Ісудзу, радист — Саорі Такебе, що заряджає — Юкарі Акіяма, водить танк Мако Рейз. Модифікації H і F можна зустріти в грі «Brothers in Arms». Також танк присутній в грі Call of Duty Другий фронт. Присутні різні реалістичні модифікації в іграх Blitzkrieg I і II як важкого танка Третього Рейху.